# Björkå
Björkåbruk är en småort i Överlännäs distrikt (Överlännäs socken) i Sollefteå kommun. 
Orten är mest känd för gamla Björkå bruk som är ett minne från järnhanteringens dagar. 
Björkå bruk anlades 1771 av Johan Nordenfalk som 1766 inköpt Holms säteri, och han flyttade hit en del stångjärnshamrarna från Gålsjö bruk. Bruket gick sedan i arv till hans son Carl Fredrik Nordenfalk och ägdes av hans änka Hedvig Sofia Hjärne till 1848. I början av 1870-talet köptes Björkå av Ole Gjörud. Han anlade 1874 Lugnviks Nya Ångsågsaktiebolag som 1877 köpte upp Björkå bruk. 1895 köptes Offers aktiebolag som ägde Gålsjö bruk upp. Vid Björkå lades snart bruksverksamheten ned, men vattensåg och kvarnverksamhet drevs vidare, 1889 anlades även en trämassefabrik. Ett nytt aktiebolag bildades 1898 genom sammanslagning av Offers aktiebolag, Lugnviks Ångsågsaktiebolag och Björkå aktiebolag.

## Björkå gravfält
Sydost om herrgården ligger Ångermanlands största gravfält som är daterat till yngre järnåldern (600-1000 e.Kr.). Det består av 31 gravhögar och nio runda stensättningar. Den största högen är 15 meter i diameter och 2,5 meter hög. Merparten av högarna har mittgrop. De runda stensättningarna är låga, övertorvade och 6-10 meter i diameter. Gravfältet ligger intill Ångermanälven. Amanuens Bo Hellman undersökte och restaurerade 9 av gravarna 1943. Till fynden hör en grav med tre kvinnor och ett sexårigt barn. Barnet hade fått gravgåvor i form av en rund sten, blåmusselskal, ett kohorn och en björntand. I hög 34 hittades skelettet efter en man, sannolikt brottsling, som fått en hand och en fot avhuggna. Han saknade gravgåvor, och var lagd på mage. Andra fynd är en sax i järn, pärlor och ett par spännbucklor. I jämförelse med Holms gravfält är gravarna enkla och något mer sentida.

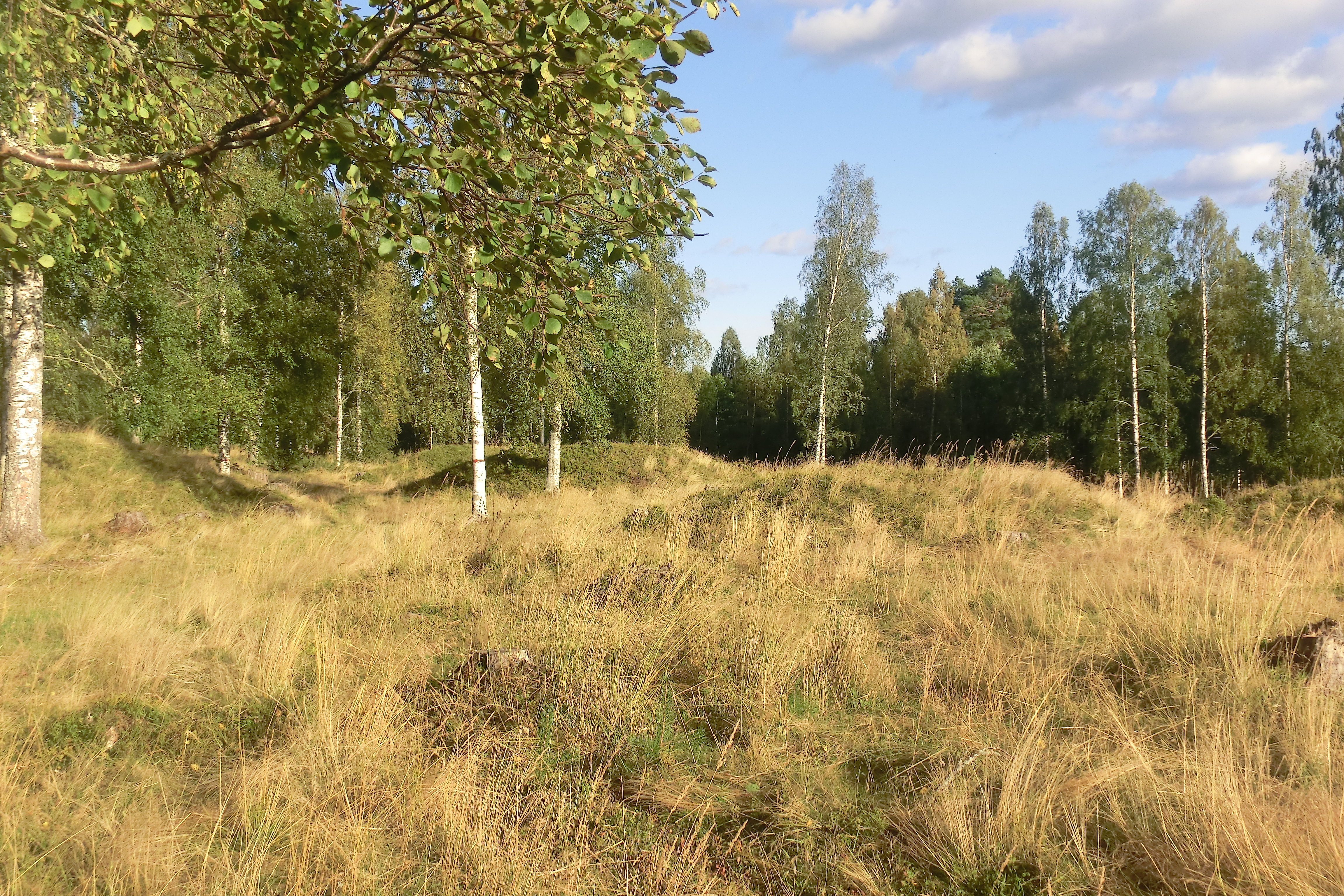
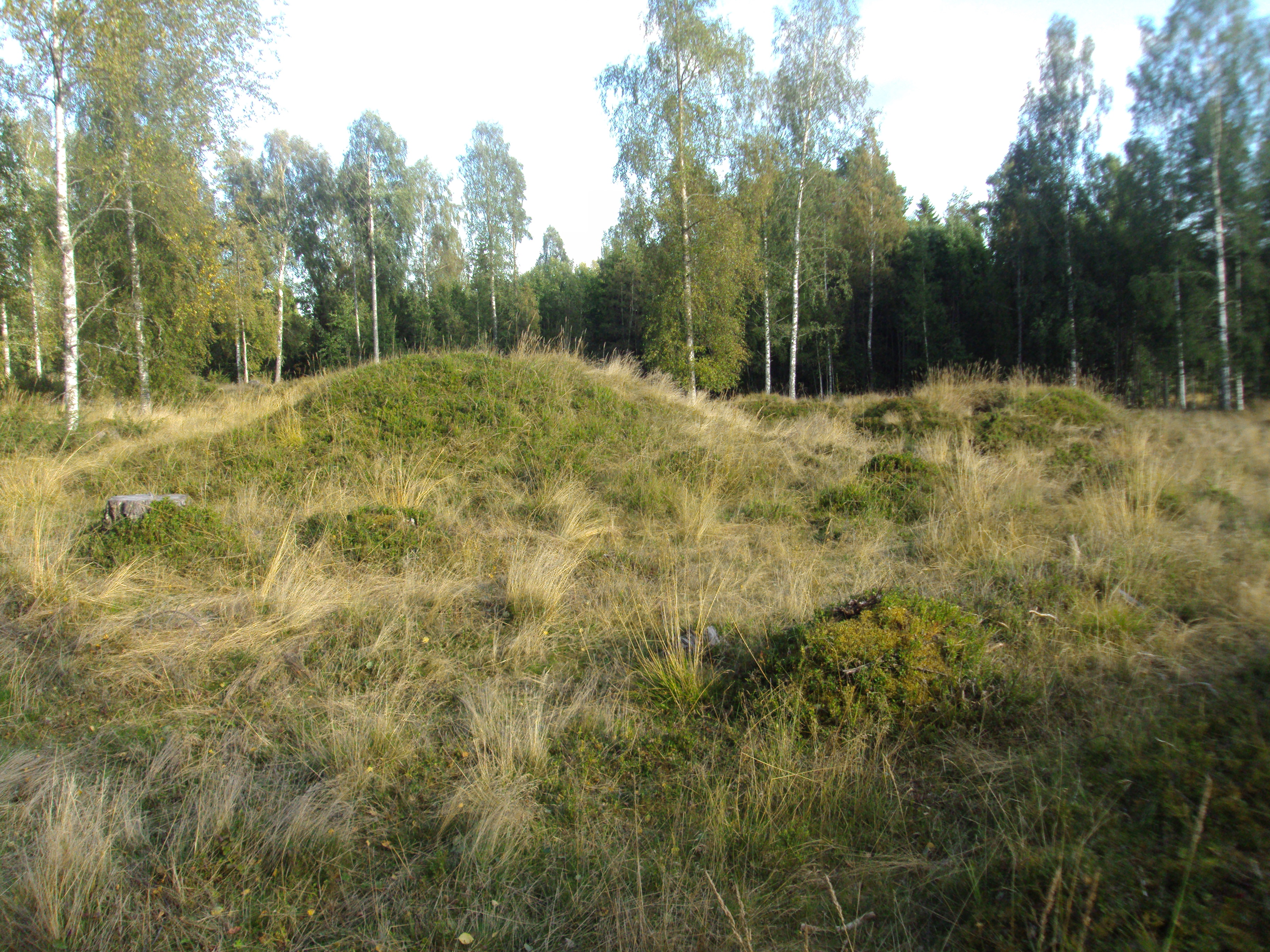

## Holms gravfält
En kilometer österut och nedströms Ångermanälven ligger Holms gravfält med 18 högar och två stensättningar. Delar av gravfältet undersöktes och restaurerades 1949 och 1954-1955. Gravarna är här i allmänhet äldre och större än vid Björkå gravfält. Här tror forskare att en stormannaätt är begravd. Det är här vanligare med skelettgravar och gravgåvorna är rikare. Bland annat har en kvinna fått med sig en häst i graven, vilket anses ovanligt. Andra gravfynd är bärnsten, keramik och en glasskål från folkvandringstiden (år 400-550). Glasskålen tros komma från Rhendalen i Tyskland. Det är okänt var dessa människor levde, men fynd av bränd lera vid gravfältet, gör att man misstänker att man levde i anslutning till gravfältet.

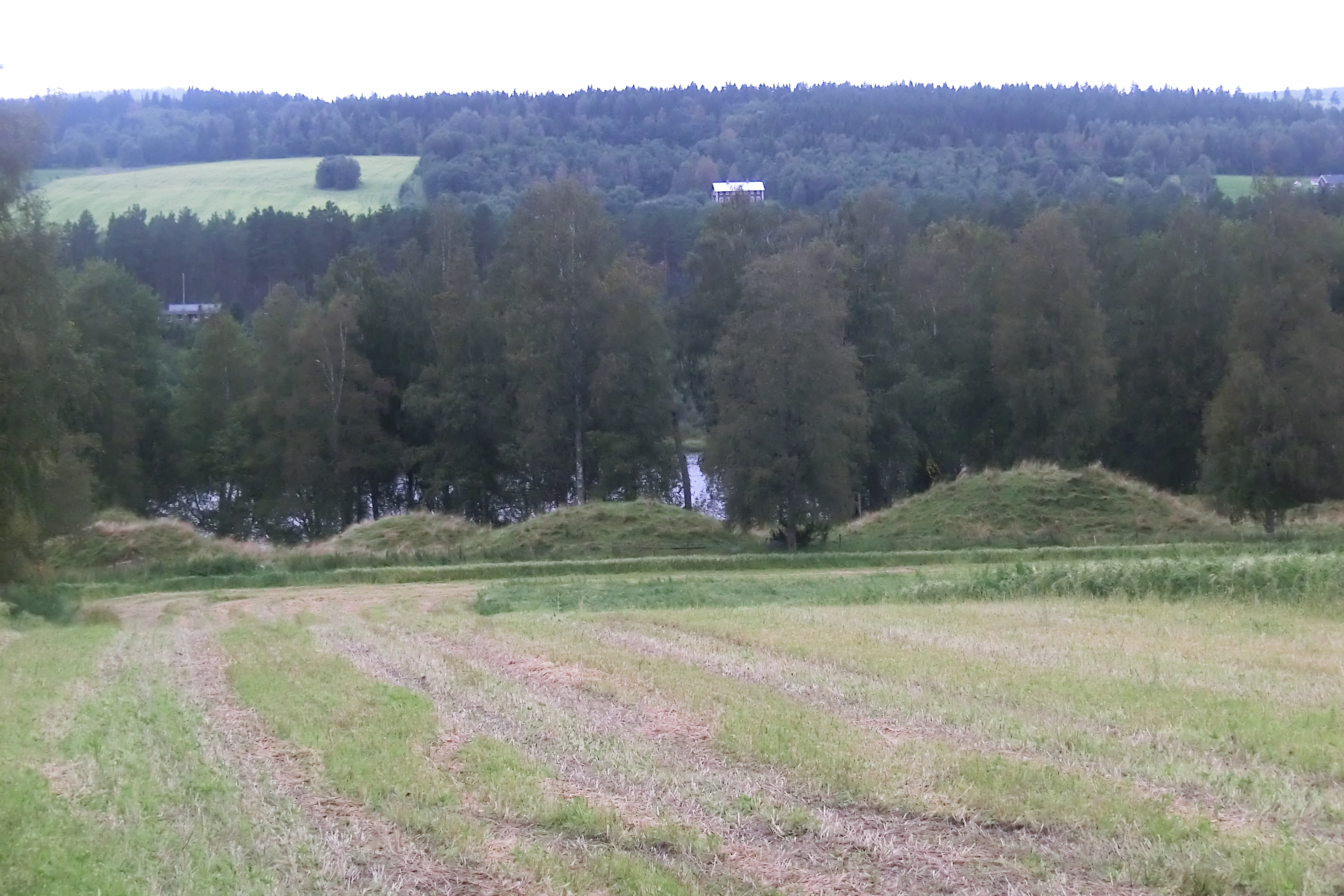
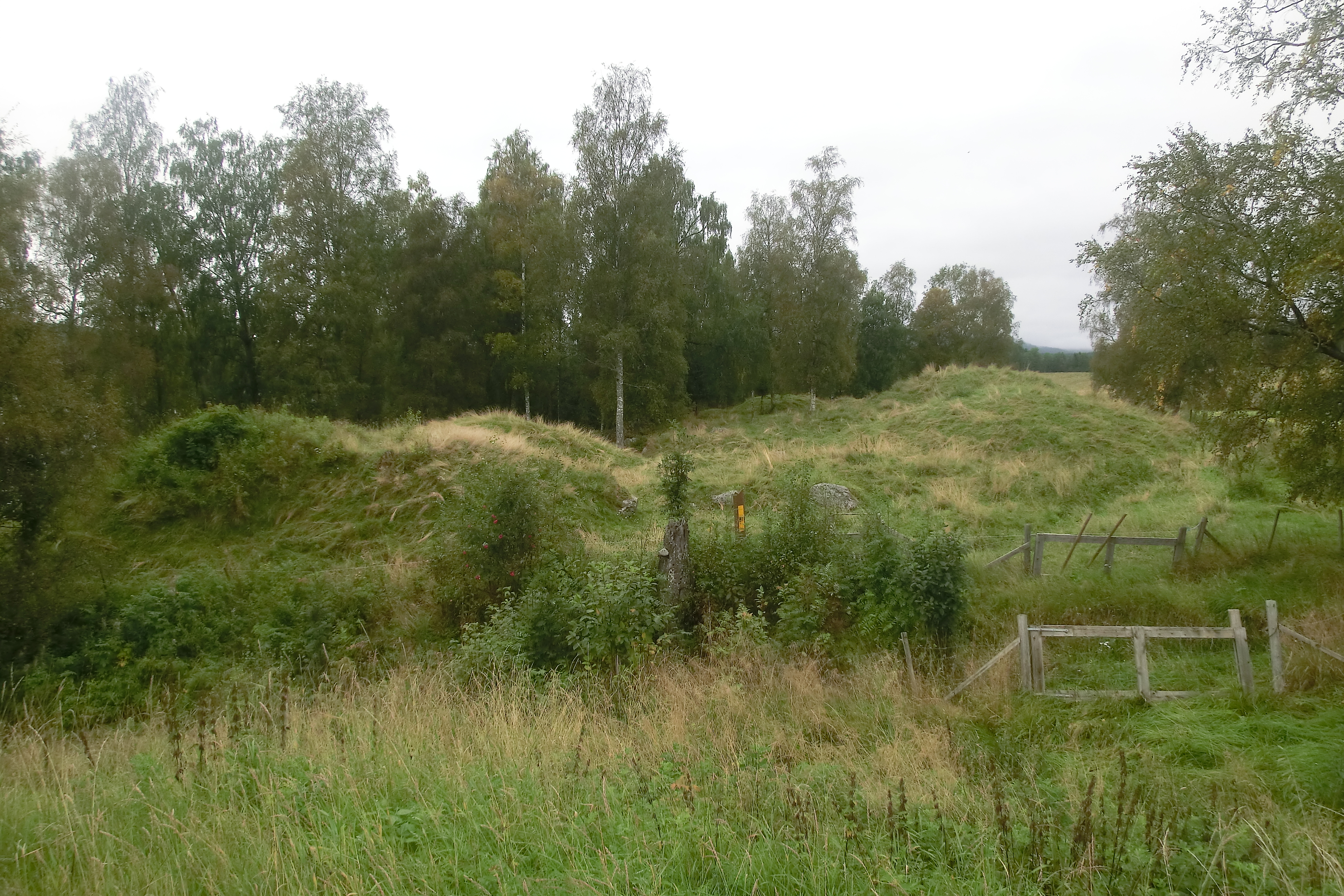